# Coimbra (tỉnh)
Coimbra (tiếng Bồ Đào Nha phát âm: [kuĩbɾɐ, tiếng Bồ Đào Nha: Distrito de Coimbra) là một tỉnh của Bồ Đào Nha.
Tỉnh Coimbra nằm trong khu vực Centro, thủ phủ tỉnh là thành phố Coimbra.

## Các khu tự quản
Tỉnh gồm 17 khu tự quản:
- Arganil
- Cantanhede
- Coimbra
- Condeixa-a-Nova
- Figueira da Foz
- Góis
- Lousã
- Mira
- Miranda do Corvo
- Montemor-o-Velho
- Oliveira do Hospital
- Pampilhosa da Serra
- Penacova
- Penela
- Soure
- Tábua
- Vila Nova de Poiares

Bản mẫu:Khu tự quản của tỉnh Coimbra